# 카 (래퍼)
예명인 카(Ka)로 알려진 '카심 라이언'(Kaseem Ryan, 1972년 8월 11일 ~ 2024년 10월 12일)은 미국의 래퍼, 음악 프로듀서이자 뉴욕주 브루클린의 소방관이다. 음악 그룹 내츄럴 엘리먼트(Natural Elements) 등에서 활동했다. 2008년 첫 솔로 앨범인 《Iron Works》를 냈으며, 그로 주목을 받아 GZA의 음반 《Pro Tools》에 참여했다. 2024년 10월 12일 사망했다. 공식적인 사인은 불명이다.

## 디스코그래피
스튜디오 앨범
- Iron Works(2008)
- Grief Redigree(2012)
- The Night's Gambit(2013)
- Honor Killed the Samurai(2016)
- Descendants of Cain(2020)
- A Martyr's Reward(2021)
- Languish Arts(2022)
- Woeful Studies(2022)
- The Thief Next to Jesus(2024)

협업 앨범
- Days with Dr. Yen Lo(2015)
- Orpheus vs. the Sirens(2018)

EP
- 1200 B.C.(2014)
- The Superfly Single(2016)